# Robelela
Robelela is een dorp in het district Central in Botswana. De plaats telt 829 inwoners (2011).